# Championnat d'Europe de Chanbara
Le  Championnat d'Europe de chanbara est une compétition de chanbara dans laquelle s'affrontent les meilleurs individuels et équipes européens.  La première compétition eut lieu en 1998 et se déroule depuis tous les deux ans.

## Histoire
- En 2019, le 11e Championnat d'Europe 2018 a eu lieu le 4 mai et 4 mai 2019 à Minsk (Biélorussie)[1].
  - Coach de l'équipe de France : Céline Lescuyer et Bruno Lavorata
  - Arbitres : Jocelyn Cherruault et Jean-Claude Girot

- En 2017, le 10e Championnat d'Europe 2017 a eu lieu le 28 octobre et 29 octobre à Rome (Italie)[2].

- En 2016, le 9e Championnat d'Europe 2016 a eu lieu en France les 7 et 8 mai à Maisons-Laffitte (France)[3],[4].

The 47th World Championship, The 48th All Japan Championship, The 4th Ladies Championship, 3 Sep. 2023 in Japan[Quoi ?],.

## Toutes les éditions
| n° | Édition | Ville hôte       | Pays hôte | Meilleure nation |
| -- | ------- | ---------------- | --------- | ---------------- |
| 9  | 2016    | Maisons-Laffitte | France    | France           |

https://www.internationalsportschanbara.net/e/schedule/result.html
https://www.internationalsportschanbara.net/e/topics.html
https://www.internationalsportschanbara.net/e/
https://www.internationalsportschanbara.net/pdf/7thEuropean_results.pdf
27 MAR. 2005 2nd The European SportsChanbara Championship in Moscow    ( Original ) 
30 APR. 2006 3rd The European SportsChanbara Championship in Italy ( Web translation system )   ( Original ) 
1 Apr. 2007 The 4th European Championship in UKRAINE( Web translation system )    ( Original ) 
4 May. 2008 The 5th European Championship in ESTONIA (Tallinn) (PDF file)    ( Report (OLANG) ) 
2 May. 2010 The 6th European Championship in Romania (PDF file)    ( Report (OLANG) )    Photo Gallery 
29 Apr. 2012 The 7th European Championship in Russia (Moscow) 
ISCA 27 Apr. 2014 The 8th European Championship in Germany (Frankfurt) 
SERBIA 16 Aug. 2015 EURO OPEN 2015 in SERBIA (OLANG) 
ISCA 8 May. 2016 The 9th European Championship in FRANCE (Paris)
https://web.archive.org/web/20230512001421/https://www.internationalsportschanbara.net/pdf/European_Results_2017.pdf
11th European championship in Minsk, the capital of Belarus, in 2019.
https://www.internationalsportschanbara.net/e/
https://www.internationalsportschanbara.net/e/news/22/4.html  The 12th European Sports Chanbara Championship 2022
XIII Sports Chanbara European Championship · Public · Hosted by FESCI - Fencing Sports Chanbara Italia · Jun 8, 2024

## Répartition par nations de toutes les médailles individuelles des coupes d’Europe (2016)
Dans ce tableau, sont comptabilisées toutes les médailles des compétitions individuelles masculines et féminines.
| Rang  | Nation      | Or | Argent | Bronze | Total |
| ----- | ----------- | -- | ------ | ------ | ----- |
| 1     | France      | 30 | 27     | 49     | 106   |
| 2     | Italie      | 19 | 13     | 22     | 54    |
| 3     | Russie      | 6  | 2      | 9      | 17    |
| 4     | Allemagne   | 4  | 8      | 6      | 18    |
| 5     | Estonie     | 2  | 4      | 1      | 7     |
| 6     | Slovénie    | 1  | 1      | 6      | 8     |
| 7     | Lettonie    | 0  | 2      | 6      | 8     |
| 8     | Serbie      | 0  | 2      | 3      | 5     |
| 9     | Tchéquie    | 0  | 2      | 0      | 2     |
| 10    | Biélorussie | 0  | 0      | 1      | 1     |
| Total | Total       | 63 | 61     | 104    | 228   |